# Lemmon (South Dakota)
Lemmon is een plaats (city) in de Amerikaanse staat South Dakota, en valt bestuurlijk gezien onder Perkins County.

## Demografie
Bij de volkstelling in 2000 werd het aantal inwoners vastgesteld op 1398.
In 2006 is het aantal inwoners door het United States Census Bureau geschat op 1227, een daling van 171 (-12,2%).

## Geografie
Volgens het United States Census Bureau beslaat de plaats een oppervlakte van
2,6 km², geheel bestaande uit land. Lemmon ligt op ongeveer 783 m boven zeeniveau.

## Plaatsen in de nabije omgeving
De onderstaande figuur toont nabijgelegen plaatsen in een straal van 52 km rond Lemmon.